# American Journal of Sociology
La American Journal of Sociology, creada por Albion Small en 1895, es la revista académica de sociología más antigua de Estados Unidos. Está adscrita al Departamento de Sociología de la Universidad de Chicago y es publicada  bimestralmente por la University of Chicago Press. Su actual  editora jefe es Elisabeth S. Clemens. 
Presenta estudios sobre teoría, métodos, práctica e historia de la sociología. También publica trabajos de sociológica escritos por académicos de otras especialidades que se dirigen a sociólogos, científicos sociales y el lector sociológico general. Según Journal Citation Reports, su factor de impacto en 2009 fue de 3.476, lo que la ubicó en el 2º puesto de 114 revistas en la categoría «Sociología».

## Antiguos editores
| Editores           | Período         |
| ------------------ | --------------- |
| Albion Small       | 1895–1926       |
| Ellsworth Faris    | 1933–1936       |
| Ernest Burgess     | 1936–1940       |
| Herbert Blumer     | 1940–1952       |
| Everett Hughes     | 1952–1957       |
| Peter Rossi        | 1957–1958       |
| Everett Hughes     | 1959–1960       |
| Peter Blau         | 1960–1966       |
| C. Arnold Anderson | 1966–1973       |
| Charles Bidwell    | 1973–1978       |
| Edward Laumann     | 1978–1984       |
| William Parish     | 1984–1992       |
| Marta Tienda       | 1992–1996       |
| Edward Laumann     | 1996–1998       |
| Roger V. Gould     | 1998–2001       |
| Andrew Abbott      | 2001–actualidad |

De 1926 a 1933, la revista fue coeditada por varios miembros del profesorado de la Universidad de Chicago, incluyendo a Ellsworth Faris, Robert E. Park, Ernest Burgess, Fay-Cooper Cole, Marion Talbot, Frederick Starr, Edward Sapir, Louis Wirth, Eyler Simpson, Edward Webster, Edwin Sutherland, William Ogburn, Herbert Blumer y Robert Redfield.

## Métricas de revista
2022
- Web of Science Group : 4.688
- Índice h de Google Scholar: 191
- Scopus: 4.643